# Paul Badura-Skoda
Paul Badura-Skoda (6. října 1927, Vídeň – 25. září 2019, Vídeň) byl rakouský pianista.
Byl známý jako interpret děl Wolfganga Amadea Mozarta, Ludwiga van Beethovena a Franze Schuberta, ale měl rozsáhlý repertoár včetně mnoha děl Fryderyka Chopina a Maurice Ravela. Badura-Skoda byl také dobře známý svými vystoupeními na historických nástrojích jako fortepiano. Tyto historické nástroje také sbíral. Jako úspěšný umělec nahrál Badura-Skoda více než 200 záznamů. Některé skladby nahrál vícekrát na různé nástroje pro zvýraznění jejich charakteristického zvuku.

## Nahrávky
1. Paul Badura-Skoda. Ludwig van Beethoven: Les Sonates Pour Le Pianoforte Sur Instruments D'époque, Nahráno na soudobých klavírech, 9 CD, Astré Auvidis, 1987, reedice Arcana 2020[2]
2. Paul Badura-Skoda. Wolfgang Amadeus Mozart: Sonáty pro pianoforte. Nahráno na klavíru Johann Schantz z roku 1790. Astree Naive.
3. Paul Badura-Skoda. Wolfgang Amadeus Mozart: Klavírní dílo. Nahráno na klavíru Anton Walter z roku 1790. Gramola.
4. Paul Badura-Skoda a Musica Florea. Wolfgang Amadeus Mozart: Klavírní koncerty K.271, K.414.  Nahráno na kopii klavíru Walter z roku 1792 od Paula McNultyho. Arcana.
5. Paul Badura-Skoda: Franz Schubert: Kompletní klavírní sonáty hrané na dobové nástroje. Nahráno na klavírech: Donath Schöfftos 1810, Georg Hasska 1815, Conrad Graf 432 z roku 1823, Conrad Graf 1118 z roku 1826 a Johann Michael Schweighofer 1846. Arcana : Outhere music France, 2013, ISBN 3760195733646
6. Charles Mackerras, Paul Badura-Skoda, Symfonický orchestr Polského rozhlasu. Šostakovič: Symfonie č. 9; Skrjabin: Klavírní koncert; Dvořák: Symfonické variace. Pristine Audio.
7. Paul Badura-Skoda, Wiener Symphoniker, Henry Swoboda. Rimskij-Korsakov: Klavírní koncert. Pristine Audio.